# Tom Ford (jugador de snooker)
Tom Ford (Glen Parva, 17 de agosto de 1983) es un jugador de snooker inglés.

## Biografía
Nació en la parroquia civil de Glen Parva, situada en Leicestershire, en 1983. Es jugador profesional de snooker desde 2000. No se ha proclamado campeón de ningún torneo de ranking, pero sí ha llegado en tres ocasiones a la final: en la del Paul Hunter Classic de 2016 perdió 2-4 contra Mark Selby, en la del Masters de Alemania de 2023 vio cómo lo superaba Ali Carter (3-10) y en la del Campeonato Internacional de 2023 cayó ante Zhang Anda (6-10). Ha logrado, eso sí, tejer cinco tacadas máximas a lo largo de su carrera.

### Tacadas máximas
| Núm. | Año  | Torneo                   | Rival           | Ronda                  | Ref.  |
| ---- | ---- | ------------------------ | --------------- | ---------------------- | ----- |
| 1    | 2007 | Grand Prix               | Steve Davis     | fase de grupos         | [ 2 ] |
| 2    | 2012 | Abierto de Bulgaria      | Matthew Stevens | dieciseisavos de final | [ 3 ] |
| 3    | 2017 | Abierto de Alemania      | Peter Ebdon     | primera ronda          | [ 4 ] |
| 4    | 2019 | Campeonato Internacional | Fraser Patrick  | clasificatorio         | [ 5 ] |
| 5    | 2019 | Abierto de Inglaterra    | Shaun Murphy    | octavos de final       | [ 6 ] |